# Realkreditlån
Et realkreditlån er et specielt lån der som regel optages over 20-30 år. Realkreditlån gives kun mod sikkerhed/pant i fast ejendom.
Mest almindeligt er annuitetslån, hvor låntager betaler lige store terminsydelser i hele lånets løbetid. Ved starten af annuitetslånet vil terminsydelsen overvejende bestå af renteudgifter og bidrag til realkreditinstituttet, mens kun en mindre del af terminsydelsen vil være afdrag på lånet. Dette skyldes at renteudgiften beregnes af den aktuelle restgæld på lånet, og restgældens størrelse falder efterhånden, som der afdrages på lånet. Hen mod slutningen af et annuitetslåns levetid vil terminsydelsen fortrinsvis bestå af afdrag på gælden, da renteudgifterne på dette tidspunkt fylder relativt mindre, givet at renteudgifterne nu beregnes ud fra en ny restgæld, som er formindsket pga. tidligere afdrag på gælden.
En anden lånetype er serielån. Ved serielån afdrages gældens hovedstol med lige store beløb hver termin, men den samlede terminsbetaling vil være størst i lånets begyndelse, idet låntager udover det faste afdrag også betaler renteudgifter og bidrag til realkreditinstituttet, og disse beløb beregnes ud fra den aktuelle restgæld, der er højest i starten af lånet. Ved et serielån betales således hver termin et afdrag på gælden på et fast beløb samt rente+bidrag for hele den samlede restgæld.
Et realkreditlån kan være afdragsfrit. Det betyder, at låntageren kan vælge i en eller flere perioder kun at betale renter og bidrag og dermed kan udskyde at betale afdrag på gælden.
Indfrielse af realkreditlån sker ved tilbagebetaling af hovedstolen på realkreditlånet og den samtidige udtrækning af et tilsvarende obligationsbeløb.